# Arianops henroti
Arianops henroti är en skalbaggsart som beskrevs av Park 1956. Arianops henroti ingår i släktet Arianops och familjen kortvingar. Inga underarter finns listade i Catalogue of Life.